# Grofija Lohn
Grofija Lohn, znano tudi kot Gospostvo Lohn ali (Svobodna) grofija Lohn, je bila visoko in poznosrednjeveško gospostvo na območju Westmünsterlanda in današnjega nizozemskega Achterhoeka. Središči sta bili Stadtlohn v današnjem okrožju Borken in Bredevoort v Gelderlandu. Propad gospostva leta 1316 je povzročil velik  Bredevoortski spor.

## Toponomastika
Lohn, v starih imenih tudi Lon, Loon, Loen ali Laon, izhaja iz Loh ali Loe in pomeni nekaj podobnega kot redek gozd ali listopadni gozdiček. Koren besede se je ohranil v številnih krajevnih imenih v Westmünsterlandu in Achterhoeku (npr.  Barlo, Burlo, Ammeloe, Hengelo, Borculo in Dinxperlo).

## Grb
Grb gospodov Lonskih je prikazoval tri korakajoče ptice nad tremi modrimi črtami. Ta motiv je nosil tudi pečat plemenitih gospodov. Grb Lonskih se je pojavil  tudi v grbu starega okraja Ahaus.

## Zgodovina

### Škofijski dvor Lohn
Lohnska župnija  je bila pražupnija škofije Münster, ki jo je zgradil Liudger. Škofija, ustanovljena v začetku devetega stoletja, se je razširila proti zahodu do Achterhoeka, ki je danes del Nizozemske, kjer je mejila na škofijo Utrecht. Münsterski škofje so ohranili pomembno okrožno sodišče nedaleč od Berkla na severnem robu Eschlohna, ki je bilo prvič omenjeno leta 1137, kot središče večjega združenja dvorov, ki je segalo do Bocholta, Raesfelda in Rekena. Vendar je bil posvetni vpliv münsterskih škofov v tej zgodnji fazi na skrajnem zahodnem koncu Münsterlanda še vedno omejen, ker se je knezoškofija Münster postopoma pojavila šele v dvanajstem stoletju. Okrajno sodišče v Lohnu je dobilo svojo sodno pristojnost, ki je urejala razmerja med podložniki in zemljiškim gospodom ter med podložniki. Gogericht Lohn pa je bil podrejen Velikemu Gogerichtu zum Homborn, ki se je sestal v Dingstätte blizu Lünsberga v hribih Die Berge med Gemnom in Ramsdorfom. Bil je torej del večjega in starejšega sodnega okrožja, ki je segalo izven območja gospostva Lohn. 
Nekje med letoma 968 in 1023 je bila ustanovljena župnija Gescher,   leta 1231 pa še v Südlohnu. Od takrat se je ime Nordlohn uporabljalo za razlikovanje Stadtlohna, dokler ni bil leta 1388/89 povišan v status trškega naselja. Kmetijski skupnosti Nichtern in Eschlohn sta pripadali novoustanovljeni župniji Südlohn. Lonske župnije so oblikovale svoj arhidiakonat.

### Posvetni gospodje Lonski
Na prelomu tisočletja se je vzdolž škofijske meje med Utrechtom in Münstrom pojavilo več majhnih gosposkih dvorcev, ki so predstavljali lastna ozemlja ali pa so bili podvrženi močnejšim gospodom. Plemeniti gospodje Lonski, ki so prvič omenjeni v listini leta 1085, so bili lastniki enega od teh sedežev. Njihova vladavina se je verjetno odcepila od starejše grofije okoli Vredna in Eltena, ki se je vrnila k Billungerju Wichmannu III. nazaj.   Neposredni predhodnik gospostva Lohn je bila Svobodna grofija Borken, iz katere je nastala Svobodna grofija Heiden. Ozemlje plemičev Lonskih se je raztezalo od neposredne okolice Lohna do današnjega Achterhoeka v Gelderlandu.
Po zgodovinarju Dückerju so imeli grofje Lonski v lasti štiri župnije Eibergen, Neede, Groenlo in Geesteren kot Alod. Rodbina teh gospodov je lahko svobodno razpolagala z omenjenimi župnijami in izvrševala polne grofovske pravice. Grad Borculo z deli župnije Geesteren, kasneje središče gospostva Borculo,  in gospostvo Lichtenvoorde  sta bila verjetno tudi del gospostva Lohn. Zgodovinarja Dücker in Tibus domnevata, da sta družini  Lonskih in Borculskih tesno povezani. V njihovi lasti je bil tudi Doetinchem, ki ni bil več v prvotni škofiji Münster in torej ni bil vestfalski.
V šestih župnijah  Winterswijka (s podružnicami Bredevoort Aalten in Dinxperlo), Stadtlohn, Südlohn, Varsseveld (z Silvolde), Zelhem in Hengelo (slednji dve sestavljata tako imenovano "Land auf dem Goy"), po drugi strani pa je gospodom Lonskim grofijske pravice podelil šele münsterski škof.  Enako bi veljalo za Gescher, župnijo iz Nordlohna.

### Gradova Lon in Bredevoort
Gospodje Lonski so prebivali na gradu Lon in kasneje tudi na gradu Bredevoort. Grad Lon je bil v današnjem mestu Lohn med St. Otgerjem in Berkelom. Zgrajen je bil za zavarovanje meja škofije v času škofovanja Vernerja Steußlingenskega, ki je bil škof v Münstru od leta 1132 do 1151. Verner je grad dal v fevd plemičem Lonskim. Skupaj z župniščem in cerkvijo je rezidenca verjetno tvorila triotoški kompleks. Leta 1193 je grad Lon iz neznanih razlogov uničil Hermann II. Katzenelnbogenski (1174–1203), ki velja za prvega knezoškofa škofije Münster. Moral pa je do neke mere obstajati tudi po letu 1193, saj je bil v uporabi še do 14. stoletja je bila rezidenca grofov Lonskih. 
Drugo rezidenco, grad Bredevoort v istoimenskem mestu, sta leta 1238 v enakih deležih podedovala Herman I. Lonski (pribl. 1196–1252) in Ludolf Steinfurtski (Stenvorde). To je omogočilo, da se je utrdba bistveno okrepili. Struga rečice Boven-Schlinge je bila prestavljena, da bi poplavila grajske jarke.  Nekaj kamnov z gradu Lon, ki je bil uničen leta 1193, je bilo v naslednjih letih uporabljenih za razširitev utrdbe Bredevoort.   Leta 1246 so Lonski v svojem prizadevanju za neodvisnost od münsterskih knezoškofov dali v fevd svoj delež gradu Bredevoort gelderskemu grofu Otonu II. skupaj s štirimi župnijami Eibergen, Neede, Groenlo in Geesteren.  Leta 1255 so Geldernu prodali tudi svoje pravice do Zelhema in Hengela.  Tako je imela grofija Geldern pravice v zahodnem delu gospostva Lohn, knezoškofija Münster pa v vzhodnem delu. Ta delitev ima vpliv še danes. Gospostvo Bredevoorta z dvori Winterswijk, Aalten in Dinxperlo, ki je bil odcepljeno leta 1326 po poravnavi Bredevoortskega spora, je šlo v zastavo Geldernu za znesek v višini 3500 mark. Ker dolg ni bil nikoli poplačan, je gospostvo Bredevoort ostalo v Gelderskem vplivnem območju. Burloška konvencija iz leta 1765, ki je dokončno vzpostavila nemško-nizozemsko mejo med vojvodino Geldern in škofijo Münster, ni spremenila ničesar.

### Prizadevanja za neodvisnost Gotšalka Lonskega
Še preden je knezoškof Herman II. Katzenelnbogenski prvič uničil grad Lohn, sta se leta 1152 spopadla Gotšalk II. Lonski in škof Friderik II. Areški. V svojem prizadevanju za neodvisnost si je Gotšalk na podlagi lastnih grofovskih pravic predrznil izvajati visoko sodstvo na svojem ozemlju in v fevd prejetem gradu Lohn, ne da bi obnovil svojo fevdno obljubo škofu, ki je bil pravkar postavljen na položaj. Friderik II. iz Areja je nato prisilil Gotšalka v poravnavo. Gotšalk je bil imenovan za dosmrtnega kastelana in je smel še naprej bivati na gradu Lohn. Od takrat pa je sam grad imel obvezo odprtih vrat za münstrske škofe. Gotšalk je smel opravljati jurisdikcijo le kot preklicni škofov namestnik. S tem se je začela širitev knezoškofovske oblasti na podlagi grofij.

## Spletne povezave
- Ulrich Söbbing: Pohod skozi zgodovino mesta Stadtlohn na spletni strani krajevnega društva Stadtlohn
- Grofija v srednjem veku, srednjeveška zgodovina Achterhoeka in Liemersa ': Herman II. Lonski – Grof Lonski (1255-1316) (nizozemščina)